# Koninklijke Racing Club Mechelen
El Koninklijke Racing Club Mechelen és un club de futbol belga de la ciutat de Malines, Província d'Anvers.

## Història

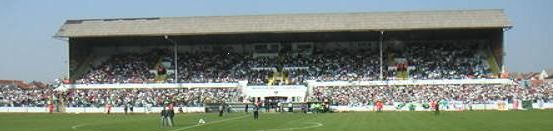
3 d'abril de 2004: graderia nord.

El club va néixer l'agost de 1904 amb el nom Racing Club de Malines. Dos anys més tard ingressà a la Federació amb el número de matrícula 24. L'any 1929 canvià el nom a Racing Club de Malines Societe Royale, el 1937 a Racing Club Mechelen Koninklijke Maatschappij i el 1957 a Koninklijke Racing Club Mechelen. Jugà per primer cop a la lliga belga la temporada 1910-11. La temporada següent baixà a segona categoria. Just abans de la I Guerra Mundial tornà a ascendir a primera, però a causa del conflicte la següent temporada no fou fins a la temporada 1919-20. Romangué a la primera categoria fins a la temporada 1936-37 (amb l'excepció de la 1924-25). Retornà a primera entre 1948-49 i 1957-58. La seva millor posició històrica fou una segona posició la temporada 1951-52. A més, arribà a la final de la Copa l'any 1954. Des de la dècada de 1960 el club ha jugat majoritàriament a la segona i tercera divisió.

## Palmarès
- Segona divisió belga:
  - 1909-10, 1947-48, 1974-75, 1987-88
- Tercera divisió belga:
  - 1961-62, 1965-66, 1968-69